# Énergie en Italie
L'Italie est un pays très dépendant des importations pour son approvisionnement en énergie : en 2023, 83,7 % de l'énergie consommée dans le pays était importée ; l'Italie est en 2022 le 1er importateur net d'électricité au monde, le 4e importateur de gaz naturel et le 8e importateur de pétrole.
Sa consommation intérieure d'énergie primaire par habitant est en 2023 supérieure de 24 % à la moyenne mondiale, mais inférieure de 26 % à celle de la France et de 20 % à celle de l'Allemagne ; elle provient à 76,8 % des énergies fossiles (gaz naturel : 36,9 %, pétrole : 36,3 %, charbon : 3,6 %) et à 20 % des énergies renouvelables ; s'y ajoutent les importations d'électricité (3,2 % en 2023).
L'Italie a cependant été pionnière dans l'exploitation de l'hydroélectricité, qui fournit 15,9 % de sa production d'électricité en 2023 (16,6 % en 2020), et de la géothermie (2,2 % de la production d'électricité) ; elle a développé plus récemment ses autres énergies renouvelables : elle détenait en 2023, dans la production d'électricité, le 9e rang mondial pour le solaire photovoltaïque, le 15e rang mondial pour l'éolien, et en 2022 le 7e rang mondial pour la géothermie et le 10e rang pour la biomasse.
Mais l'électricité ne couvre, en 2022, que 21,7 % de la consommation finale d'énergie, qui repose pour 69,2 % sur l'utilisation directe des combustibles fossiles, surtout dans les transports, le chauffage et l'industrie.
La production d'électricité provient en 2023 pour 54,3 % des combustibles fossiles (gaz naturel : 45,0 %, charbon : 5,4 %, pétrole : 3,9 %) et pour 45,4 % des énergies renouvelables (hydroélectricité : 15,9 %, solaire photovoltaïque : 11,6 %, éolien : 8,8 %, biomasse-déchets : 6,1 % et géothermie : 2,2 %). Les importations nettes d'électricité couvraient 16,2 % de la consommation brute d'électricité du pays en 2023.
Les émissions de CO2 liées à l'énergie par habitant en 2023 en Italie étaient supérieures de 23 % à la moyenne mondiale et de 26 % à celles de la France, mais inférieures de 24 % à celles de l'Allemagne.

## Vue d'ensemble
| Principaux indicateurs de l'énergie en Italie | Principaux indicateurs de l'énergie en Italie | Principaux indicateurs de l'énergie en Italie | Principaux indicateurs de l'énergie en Italie | Principaux indicateurs de l'énergie en Italie | Principaux indicateurs de l'énergie en Italie | Principaux indicateurs de l'énergie en Italie |
| --- | --------------------------------------------- | --------------------------------------------- | --------------------------------------------- | --------------------------------------------- | --------------------------------------------- | --------------------------------------------- |
| | Population                                    | Consom. énergie primaire                      | Production                                    | Import. nette                                 | Consom. électricité*                          | Émissions de GES**                            |
| Année | Million                                       | PJ                                            | PJ                                            | PJ                                            | TWh                                           | Mt CO2éq                                      |
| 1990 | 57,03                                         | 6 136                                         | 1 060                                         | 5 329                                         | 235,1                                         | 395                                           |
| 2000 | 57,27                                         | 7 182                                         | 1 180                                         | 6 382                                         | 301,8                                         | 428                                           |
| 2010 | 60,16                                         | 7 274                                         | 1 382                                         | 6 217                                         | 325,7                                         | 402                                           |
| 2011 | 60,37                                         | 7 033                                         | 1 337                                         | 5 916                                         | 327,5                                         | 393                                           |
| 2012 | 60,53                                         | 6 755                                         | 1 464                                         | 5 528                                         | 321,4                                         | 376                                           |
| 2013 | 60,65                                         | 6 506                                         | 1 539                                         | 5 159                                         | 310,8                                         | 347                                           |
| 2014 | 60,66                                         | 6 145                                         | 1 536                                         | 4 817                                         | 304,1                                         | 328                                           |
| 2015 | 60,58                                         | 6 388                                         | 1 511                                         | 5 084                                         | 309,7                                         | 339                                           |
| 2016 | 60,48                                         | 6 321                                         | 1 403                                         | 5 088                                         | 308,0                                         | 334                                           |
| 2017 | 60,39                                         | 6 424                                         | 1 424                                         | 5 215                                         | 314,9                                         | 330                                           |
| 2018 | 60,28                                         | 6 304                                         | 1 455                                         | 5 105                                         | 315,6                                         | 326                                           |
| 2019 | 60,13                                         | 6 237                                         | 1 441                                         | 5 128                                         | 314,2                                         | 318                                           |
| 2020 | 59,91                                         | 5 756                                         | 1 465                                         | 4 425                                         | 295,4                                         | 282                                           |
| 2021 | 59,73                                         | 6 266                                         | 1 443                                         | 4 802                                         | 312,8                                         | 316                                           |
| 2022 | 59,62                                         | 5 959                                         | 1 338                                         | 4 983                                         | 307,8                                         | 319                                           |
| 2023 | 59,50                                         | 5 725                                         | 1 384                                         | 4 569                                         | 297,9                                         | 292                                           |
| variation 1990-2023 | +4 %                                          | -7 %                                          | +31 %                                         | -14 %                                         | +27 %                                         | -26 %                                         |
| * consommation brute d'électricité = production+importations-exportations-pertes en ligne ** émissions de gaz à effet de serre liées à l'énergie. |                                               |                                               |                                               |                                               |                                               |                                               |

## Comparaisons internationales
Dans les statistiques que publient l'Agence internationale de l'énergie et l'Energy Institute, l'Italie apparaît parmi les premiers pays du monde pour plusieurs des indicateurs :
| Source d'énergie                            | indicateur          | rang | année | quantité | unité | % monde | commentaires |
| Pétrole brut                                | Importation nette   | 8e   | 2022  | 2,59     | EJ    | 2,8 %   | 1er : Chine (21 193 PJ, 22,6 %) ; 2e : Inde (10,4 %) ; 6e : Allemagne (3,9 %)                                          |
| Gaz naturel                                 | Importations nettes | 4e   | 2022  | 2,59     | EJ    | 5,4 %   | 1er : Chine (5,46 EJ), 2e : Japon (3,55 EJ), 3e : Allemagne (3,29 EJ), 8e : France (1,68 EJ)                           |
| Électricité                                 | Importation nette   | 1er  | 2022  | 42,99    | TWh   | 5,3 %   | 2e : États-Unis (41,2 TWh), 3e : Thaîlande (33,4 TWh)                                                                  |
| Production d'électricité par sources        | Gaz naturel         | 12e  | 2023  | 117,5    | TWh   | 1,7 %   | 1er : États-Unis (1 937,7 TWh, 28,7 %), 2e : Russie (7,8 %), 3e : Iran (4,8 %), 4e : Japon (4,8 %), 5e : Chine (4,4 %) |
| Énergie éolienne                            | Production élec.    | 15e  | 2023  | 23,5     | TWh   | 1,0 %   | 1er : Chine (885,9 TWh, 38,1 %), 2e : États-Unis (18,5 %), 3e : Allemagne (6,1 %)                                      |
| Énergie éolienne                            | Puissance installée | 11e  | 2023  | 12,31    | GW    | 1,2 %   | 1er : Chine (441,9 GW, 43,4 %), 2e : États-Unis (14,5 %), 3e : Allemagne (6,8 %)                                       |
| Énergie solaire photovoltaïque              | Production élec.    | 9e   | 2023  | 31,2     | TWh   | 1,9 %   | 1er : Chine (584,4 TWh, 35,6 %), 2e : États-Unis (14,7 %), 3e : Inde (6,9 %)                                           |
| Énergie solaire photovoltaïque              | Puissance installée | 8e   | 2023  | 29,8     | GWc   | 2,1 %   | 1er : Chine (609,4 GW, 43,2 %), 2e : États-Unis (9,8 %), 3e : Japon (6,2 %)                                            |
| Énergie solaire photovoltaïque              | % PV/élec*          | 11e  | 2022  | 9,1      | %     |         | 1er : Espagne (19,1 %), 2e : Grèce (17,5 %), 3e : Chili (17,0 %), 7e : Allemagne (12,4 %), 17e : Chine (6,5 %)         |
| Biomasse                                    | Production élec.    | 10e  | 2022  | 15,3     | TWh   | 2,4 %   | 1er : Chine (181,8 TWh, 28,3 %), 2e : Brésil (8,1 %), 3e : États-Unis (7,9 %), 4e : Allemagne (6,6 %)                  |
| Géothermie                                  | Production élec.    | 7e   | 2022  | 5,84     | TWh   | 6,0 %   | 1er : États-Unis (19,14 TWh, 19,7 %), 2e : Indonésie (16,68 TWh, 17,1 %)                                               |
| * % solaire/total production d'électricité. |                     |      |       |          |       |         | |

## Ressources énergétiques

### Réserves

La production italienne de pétrole ne subvient qu'à une fraction de la demande.

Les réserves de combustibles fossiles de l'Italie sont modestes, mais son potentiel dans le domaine des énergies renouvelables est important, en particulier pour l'hydroélectricité et le solaire.
Les réserves de pétrole prouvées et économiquement récupérables sont estimées par l'Agence fédérale allemande pour les sciences de la terre et les matières premières (BGR) fin 2022 à 79 Mt (millions de tonnes), et les ressources potentielles supplémentaires à 1 540 Mt ; la production cumulée jusqu'à 2022 atteint 228 Mt : l'Italie a donc déjà très largement entamé ses ressources ; au rythme de la production actuelle, soit 4,4 Mt en 2022, les réserves seraient épuisées en 18 ans ; elles ont baissé de 40 % depuis 2010.
Les réserves de gaz prouvées récupérables sont évaluées fin 2022 à 40 Gm3, et les ressources potentielles supplémentaires à 405 Gm3 ; la production cumulée jusqu'à 2022 atteint 788 Gm3 : l'Italie a donc là aussi très largement entamé ses ressources ; au rythme de la production actuelle (3,3 Gm3 en 2022), les réserves prouvées seraient épuisées en 12 ans ;elles ont baissé de 39 % depuis 2010.
Pour le charbon, les réserves prouvées récupérables de l'Italie sont estimées à 10 Mt fin 2022, et il n'y a plus de production en 2022. BGR estime de plus à 600 Mt les ressources ultimes de charbon, plus 7 Mt de réserves et 22 Mt de ressources ultimes de lignite).
L'Italie bénéficie d'un potentiel hydroélectrique important, en particulier dans les Alpes, mais il est déjà presque entièrement exploité ; la première centrale hydroélectrique entre en service à Tivoli, près de Rome, en 1892 et pendant la première moitié du XXe siècle, l'hydroélectricité couvrait la quasi-totalité des besoins d'électricité du pays.
La carte des radiations solaires en Italie (cf Énergie solaire en Italie) révèle des potentiels élevés dans le sud de l'Italie, en particulier en Sicile et en Sardaigne.

### Production d'énergie nationale
En 2023, selon l'Energy Institute, l'Italie a produit 4,3 Mt de pétrole, en baisse de 4,5 % en 2023 et de 22 % depuis 2013, couvrant 7,4 % de la consommation intérieure de pétrole. Elle a produit 2,8 Gm3 de gaz naturel, soit 0,10 EJ, en baisse de 63 % en dix ans, couvrant 4,8 % de la consommation intérieure de gaz. Elle ne produit plus de charbon.
| Source                                                  | 1990  | %    | 2000  | %    | 2010  | %    | 2020  | %    | 2023  | % 2023 | var. 2023/1990 |
| Charbon                                                 | 12    | 1,1  | 0,1   | 0,01 | 2,7   | 0,2  | 0     | 0    | 0     | 0 %    | -100 %         |
| Pétrole                                                 | 187   | 17,6 | 196   | 16,7 | 235   | 17,0 | 245   | 16,7 | 232   | 16,8 % | +24 %          |
| Gaz naturel                                             | 587   | 55,4 | 570   | 48,4 | 288   | 20,9 | 138   | 9,4  | 93    | 6,8 %  | -84 %          |
| Total fossiles                                          | 786   | 74,1 | 767   | 65,0 | 526   | 38,1 | 383   | 26,1 | 326   | 23,5 % | -59 %          |
| Hydraulique                                             | 114   | 10,7 | 159   | 13,5 | 184   | 13,3 | 171   | 11,7 | 146   | 10,5 % | +28 %          |
| Géoth., solaire, éolien                                 | 125   | 11,8 | 181   | 15,3 | 245   | 17,8 | 391   | 26,7 | 418   | 30,2 % | +235 %         |
| Biomasse-déchets                                        | 36    | 3,4  | 73    | 6,2  | 426   | 30,9 | 521   | 35,5 | 495   | 35,8 % | +1291 %        |
| Total EnR                                               | 274   | 25,9 | 413   | 35,0 | 856   | 61,9 | 1 083 | 73,9 | 1 058 | 76,5 % | +286 %         |
| Total                                                   | 1 060 | 100  | 1 180 | 100  | 1 382 | 100  | 1 465 | 100  | 1 384 | 100 %  | +31 %          |
| Source des données : Agence internationale de l'énergie |       |      |       |      |       |      |       |      |       |        |                |

La production d'énergie primaire couvre seulement 24,2 % de la consommation intérieure en 2023.
En 2018, la production énergétique du pays atteignait 43,42 Mtep, en progression de 10,9 % par rapport à 2017, répartie en :
- combustibles fossiles : 21,6 %, dont :
  - gaz naturel : 4,46 Mtep (10,3 %), couvrant 7,5 % de la consommation intérieure de gaz ;
  - pétrole : 4,68 Mtep (10,8 %), 8 % de la consommation de pétrole ;
  - charbon : 0,25 Mtep (0,6 %), 2,7 % de la consommation de charbon ;
- énergies renouvelables : 34,02 Mtep, soit 78,4 %.

L'ensemble de ces ressources couvraient seulement 25,2 % des besoins du pays.
NB : entre les statistiques de l'AIE et celles du Ministère du Développement Économique (MDE) italien, plusieurs différences de conventions rendent les comparaisons difficiles :
- l'AIE valorise la production hydroélectrique à son équivalent en consommation finale, alors que le MDE applique un coefficient d'un tiers entre l'énergie primaire et l'énergie finale, comme pour le thermique ;
- le MDE intègre le charbon de bois dans le charbon et l'AIE dans la biomasse, etc.

### Énergies importées
L'Italie dépend de ses importations pour une part très élevée de ses besoins d'énergie : en 2023, ses importations nettes atteignaient 4 569 PJ, soit 83,7 % de sa consommation intérieure brute d'énergie primaire.
Le gaz naturel est la principale énergie importée en 2023 : les importations nettes de gaz naturel ont atteint 2,26 EJ, soit 106,8 % de la consommation intérieure de gaz du pays ; en 2022, elles s'élevaient à 2,59 EJ, soit 5,4 % des importations mondiales, au 4e rang mondial des importateurs de gaz. Les importations nettes de pétrole brut s'élevaient à 2,52 EJ en 2023, et les exportations nettes de produits pétroliers à 0,42 EJ, pour une consommation intérieure de pétrole du pays de 2,08 EJ, une part des approvisionnements pétroliers ayant été consommée par les transports internationaux. Les importations nettes de charbon ont atteint 0,20 EJ.
En 2018, ses importations d'énergie atteignaient 158,51 Mtep contre 163,46 Mtep en 2017 ; après déduction de 31,09 Mtep d'exportations (produits pétroliers pour l'essentiel), les importations nettes représentaient 74,0 % de la consommation totale d'énergie du pays, alors que sa production nationale ne couvrait que 25,2 % de ses besoins.
Le pétrole est la principale énergie importée : en 2018, les importations nettes de pétrole et produits pétroliers ont atteint 51,97 Mt, soit 88,7 % de la consommation intérieure de pétrole du pays. Les 11 raffineries en fonctionnement en 2018 ont une capacité de raffinage de 83,7 Mt/an, en recul de 2,7 % par rapport à 2017. La bioraffinerie de Venise, première raffinerie au monde reconvertie en 2014 aux sources végétales, a une capacité de production de biodiesel de 360 000 tonnes/an à partir d'huiles alimentaires usagées et d'huile de palme ; cette capacité sera portée à 420 000 tonnes/an en 2021, à laquelle s'ajoutera la bioraffinerie de Gela (600 000 tonnes/an).
L'Italie a aussi importé 9,23 Mtep de charbon en 2018, essentiellement pour les centrales électriques, le coke et les centrales de production de chaleur.
Même l'électricité est largement importée : 9,66 Mtep en 2018, soit 13 % de l'approvisionnement brut total en électricité.

### Infrastructures

#### Raffineries

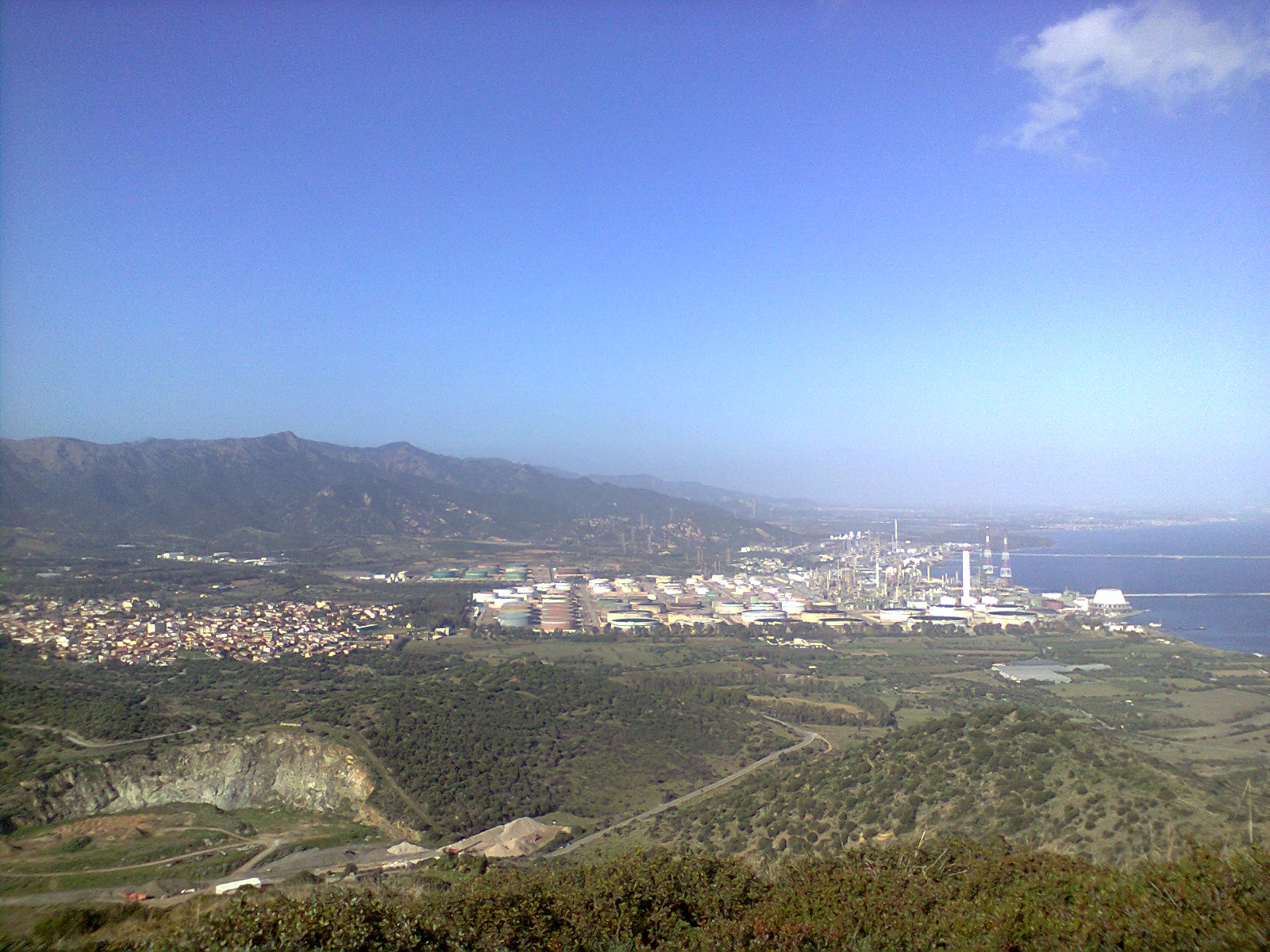
Raffinerie SARAS de Sarroch, 2013.

Le complexe de Priolo Gargallo, en Sicile, comprend deux raffineries reliées par oléoducs: ISAB NORD et ISAB SUD, appartenant à la société russe Lukoil, d'une capacité totale de 16 Mt/an.
La raffinerie de Sarroch, en Sardaigne (capacité : 15 Mt/an), soit plus de 20 % de capacité de raffinage du pays, appartient à SARAS (Società Anonima Raffinerie Sarde).
En mai 2018, la compagnie algérienne Sonatrach rachète à ESSO Italiana Srl (filiale à 100 % d’Exxon Mobil) la raffinerie d’Augusta en Sicile (capacité : 9,5 Mt/an), trois terminaux pétroliers situés à Augusta, Naples et Palerme ainsi que leurs systèmes d’oléoducs associés.
Les raffineries de Porto Marghera (un quartier industriel de Venise), et de Gela, en Sicile, ont été converties en bio-raffineries utilisant comme matières premières des huiles végétales, des déchets (huile de friture, graisses, déchets urbains), des algues, etc (230 000 tonnes/an depuis 2014 à Porto Marghera, 750 000 tonnes/an depuis 2019 à Gela).

#### Gazoducs

Principaux gazoducs alimentant l'Italie
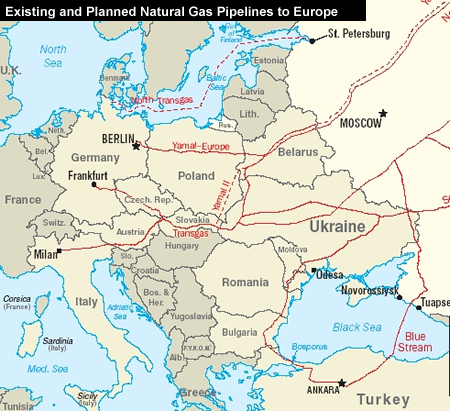
Gazoducs russes vers l'Europe en 2006.
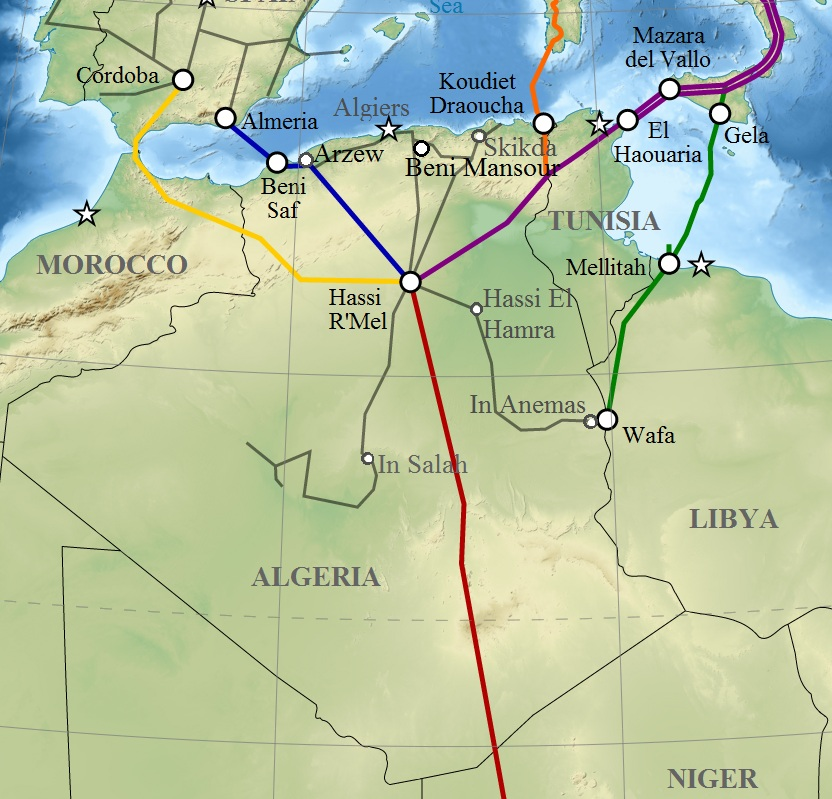
Trans-Mediterranean Pipeline et Greenstream.
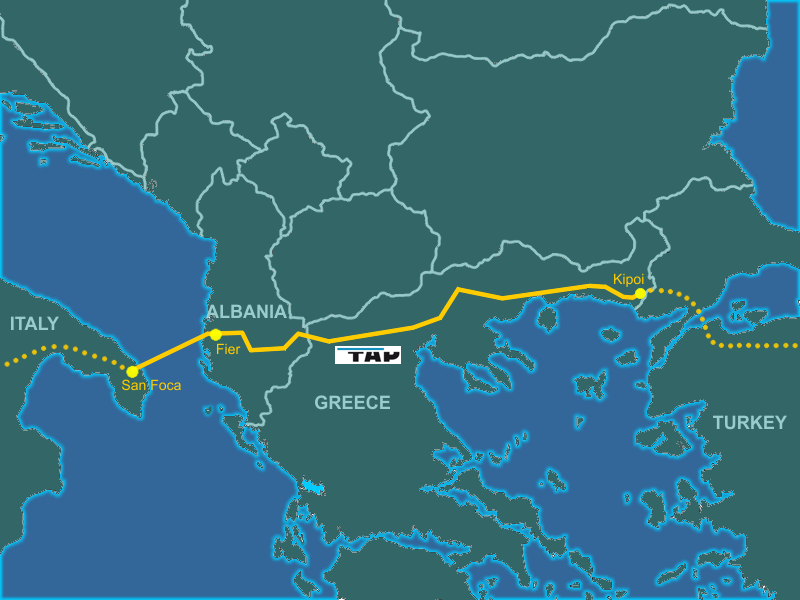
Trans Adriatic Pipeline.

Le gaz russe est acheminé jusqu'à l'Italie par le gazoduc Yamal-Europe, puis le gazoduc Trans Austria Gas Pipeline.
Le Trans-Mediterranean Pipeline (ou gazoduc Enrico Mattei) achemine le gaz d'Algérie. Partant de Hassi R'Mel, il parcourt 550 km en territoire algérien, puis 370 km en Tunisie, traverse la Méditerranée par une section sous-marine de 155 km, puis la Sicile (340 km), le détroit de Messine, avant de remonter la totalité de la péninsule italienne, pour rejoindre le réseau gazier près de Bologne.
Le gazoduc Greenstream, mis en service en 2004, le plus long gazoduc sous-marin en Méditerranée, relie l'ouest de la Libye à la Sicile.
Le gazoduc Transitgas, inauguré en 2008, relie le marché gazier du nord-ouest de l'Europe avec l'Italie.
Le projet Trans Adriatic Pipeline (TAP), en français « gazoduc trans-adriatique », est un projet de gazoduc transportant vers le marché européen le gaz naturel de la mer Caspienne (Azerbaïdjan). Il part de la frontière gréco-turque et traverse la Grèce, l'Albanie et la mer Adriatique pour arriver en Italie. Sa construction s'est achevée en octobre 2020 et son exploitation doit commencer mi-novembre.

#### Stockage duCO2
Ravenna CCS est le premier projet italien réalisé à des fins exclusivement environnementales pour contribuer à la décarbonation de l'industrie. Le pétrolier Eni et le gestionnaire de réseau de transport de gaz naturel Snam ont créé une coentreprise pour réaliser ce projet qui vise à terme à stocker jusqu'à 4 millions de tonnes de CO2 par an à l'horizon 2030. La première phase du projet a débuté le 3 septembre 2024 pour stocker le CO2 émis par l'usine de traitement de gaz naturel d'Eni à Casalborsetti, près de Ravenne, estimé à environ 25 000 tonnes par an. Le CO2  capturé est transporté par des gazoducs précédemment utilisés pour le transport du gaz naturel jusqu'à la plate-forme offshore Porto Corsini Mare Ovest, pour être injecté dans un champ de gaz épuisé à environ 3 000 mètres. Les phases suivantes consisteront à stocker le CO2 émis par des industries à forte intensité énergétique qui sont difficiles à électrifier, telles que la céramique, le verre et l'acier.

## Consommation énergétique

### De l'énergie primaire consommée à l'énergie finale consommée
La consommation d'énergie d'un pays peut être étudiée selon deux points de vue :
- soit au niveau de son acquisition initiale (production en Italie ou importation) : on parle alors de « consommation d'énergie primaire » ; afin de restreindre l'analyse à la seule consommation intérieure, on en soustrait les exportations d'énergie ; dans les statistiques italiennes, on conserve les soutes internationales (consommations des avions et bateaux à destination de l'étranger) dans la consommation intérieure, alors que dans les statistiques internationales on les en soustrait ;
- soit au niveau de leur consommation par l'utilisateur final, après toute la cascade de transformations (raffinage, production d'électricité, etc), de transport et distribution qu'elles subissent avant de lui parvenir ; on parle alors de « consommation finale d'énergie ».

Les flux de production, échanges internationaux et transformation des énergies se résument en un tableau sous forme de bilan Ressources/Emploi, dénommé "bilan énergétique national" :
| Bilan énergétique 2022              |                                     |                                     |                                        |                                        |                                        |
| Ressources                          | PJ                                  | %                                   | Emplois                                | PJ                                     | %                                      |
| Production d’énergie primaire       | 1 338                               | 22,5 %                              | Consommation et pertes branche énergie | 1 363                                  | 22,9 %                                 |
| Importations                        | 6 368                               | 106,9 %                             | Consommation finale non énergétique    | 237                                    | 4,0 %                                  |
| Exportations                        | -1 385                              | -23,2 %                             | Consommation finale énergétique        | 4 531                                  | 76,0 %                                 |
| Soutes                              | -222                                | -3,7 %                              | Écarts statistiques                    | -172                                   | -2,9 %                                 |
| Variation stocks                    | -140                                | -2,3 %                              |                                        |                                        |                                        |
| Total ressources                    | 5 959                               | 100 %                               | Total emplois                          | 5 959                                  | 100 %                                  |
| Détail consommation branche énergie | Détail consommation branche énergie | Détail consommation branche énergie | Détail consommation finale énergétique | Détail consommation finale énergétique | Détail consommation finale énergétique |
| Pertes de conversion                | 964                                 | 71 %                                | Industrie                              | 1 039                                  | 22,9 %                                 |
| Consommations propres               | 311                                 | 23 %                                | Transport                              | 1 536                                  | 33,9 %                                 |
| Pertes de transport/distrib.        | 88                                  | 6 %                                 | Résidentiel                            | 1 225                                  | 27,0 %                                 |
|                                     |                                     |                                     | Tertiaire                              | 593                                    | 13,1 %                                 |
|                                     |                                     |                                     | Agriculture + pêche                    | 130                                    | 2,9 %                                  |

### Consommation d'énergie primaire

Consommation d'énergie primaire, 1965 - 2024, Our World in Data

Selon l'Agence internationale de l'énergie, la consommation d'énergie primaire de l'Italie s'élevait en 2023 à 5 725 PJ, en recul de 7 % par rapport à 1990, dont 76,8 % de combustibles fossiles (pétrole : 36,3 %, gaz naturel : 36,9 %, charbon : 3,6 %), 20,0 % d'énergies renouvelables (solaire, éolien et géothermie : 7,3 %, biomasse et déchets : 10,2 %, hydroélectricité : 2,5 %) et 3,2 % d'importations nettes d'électricité. La consommation d'énergie primaire par habitant était en 2023 de 97,05 GJ, en baisse de 10,3 % par rapport à 1990, 24 % au-dessus de la moyenne mondiale (78,3 GJ), mais 26 % au-dessous de celle de la France : 130,6 GJ, 20 % au-dessous de celle de l'Allemagne : 121,6 GJ et 64 % au-dessous de celle des États-Unis : 268,9 GJ.
L'Energy Institute estime la consommation d'énergie primaire de l'Espagne, avec des conventions différentes de celles de l'AIE, à 5,95 EJ d'énergie primaire en 2023, en baisse de 3,9 % en 2023 et de 11 % en dix ans, soit 1,0 % de la consommation mondiale (France : 1,4 %, Allemagne : 1,8 %, Espagne : 0,8 %). La part des combustibles fossiles dans cette consommation est de 80,7 % (pétrole : 41,5 %, gaz naturel : 35,5 %, charbon : 3,7 %) et celle des énergies renouvelables de 19,2 %, dont 6,1 % d'hydroélectricité. La consommation italienne d'énergie primaire par habitant s'élève à 101,0 GJ, en baisse de 3,6 % en 2023 et de 9 % depuis 2013, supérieure de 31 % à la moyenne mondiale (77 GJ), mais inférieure de 24,5 % à celle de la France (133,8 GJ), de 26 % à celle de l'Allemagne (137 GJ) et de 64 % à celle des États-Unis (277,3 GJ).
| Source                                                  | 1990  | %    | 2000  | %    | 2010  | %    | 2020  | %    | 2023  | % 2023 | var. 2023/1990 |
| Charbon                                                 | 613   | 10,0 | 526   | 7,3  | 572   | 7,9  | 213   | 3,7  | 206   | 3,6 %  | -66 %          |
| Pétrole                                                 | 3 488 | 56,8 | 3 636 | 50,6 | 2 734 | 37,6 | 1 812 | 31,5 | 2 077 | 36,3 % | -40 %          |
| Gaz naturel                                             | 1 633 | 26,6 | 2 426 | 33,8 | 2 849 | 39,2 | 2 440 | 42,4 | 2 112 | 36,9 % | +29 %          |
| Total fossiles                                          | 5 734 | 93,4 | 6 588 | 91,7 | 6 155 | 84,6 | 4 466 | 77,6 | 4 395 | 76,8 % | -23 %          |
| Hydraulique                                             | 114   | 1,9  | 159   | 2,2  | 184   | 2,5  | 171   | 3,0  | 146   | 2,5 %  | +28 %          |
| Géoth., solaire, éolien                                 | 125   | 2,0  | 181   | 2,5  | 245   | 3,4  | 391   | 6,8  | 418   | 7,3 %  | +235 %         |
| Biomasse-déchets                                        | 39    | 0,6  | 94    | 1,3  | 530   | 7,3  | 613   | 10,6 | 582   | 10,2 % | +1378 %        |
| Total EnR                                               | 278   | 4,5  | 434   | 6,0  | 959   | 13,2 | 1 175 | 20,4 | 1 145 | 20,0 % | +312 %         |
| Solde imp.électricité                                   | 125   | 2,0  | 160   | 2,2  | 159   | 2,2  | 116   | 2,0  | 185   | 3,2 %  | +48 %          |
| Total                                                   | 6 136 | 100  | 7 182 | 100  | 7 274 | 100  | 5 756 | 100  | 5 725 | 100 %  | -7 %           |
| Source des données : Agence internationale de l'énergie |       |      |       |      |       |      |       |      |       |        |                |

Le total des ressources primaires produites en Italie ou importées est en 2018 de 172,3 Mtep. La consommation d'énergie primaire est massivement dominée par les énergies fossiles : 73,9 % (charbon : 5,4 % ; pétrole : 34,5 % ; gaz naturel : 34,0 %) ; les énergies renouvelables ne couvrent que 20,5 % des besoins, et le solde importateur d'électricité apporte les 5,6 % restants.
Les énergies renouvelables électriques couvrent 34,5 % de la consommation intérieure brute d'électricité ; les énergies renouvelables thermiques apportent 10,9 Mtep, dont 7,9 Mtep de biomasse et 2,6 Mtep de pompes à chaleur ; les agrocarburants apportent 1,25 Mtep (biodiesel). On retrouve ici les divergences entre les statistiques de l'AIE et celles du Ministère du Développement Économique (MDE) italien, déjà signalées dans le chapitre « Production d'énergie nationale », en particulier la sous-valorisation par l'AIE des énergies renouvelables électriques (production hydroélectrique, éolienne et solaire).

### Consommation finale d'énergie

#### Répartition par source
Le graphique qui aurait dû être présenté ici ne peut pas être affiché car il utilise l'ancienne extension Graph, désactivée pour des questions de sécurité. Des indications pour créer un nouveau graphique avec la nouvelle extension Chart sont disponibles ici.

Source données : Agence internationale de l'énergie
| Source                                                   | 1990  | %    | 2000  | %    | 2010  | %    | 2020  | %    | 2022  | % 2022 | var. 2022/1990 |
| Charbon                                                  | 149   | 3,1  | 112   | 2,1  | 79    | 1,4  | 30    | 0,7  | 33    | 0,7 %  | -78 %          |
| Produits pétroliers                                      | 2 573 | 53,5 | 2 608 | 48,4 | 2 279 | 40,7 | 1 600 | 35,6 | 1 922 | 40,3 % | -25 %          |
| Gaz naturel                                              | 1 273 | 26,4 | 1 616 | 30,0 | 1 636 | 29,2 | 1 359 | 30,2 | 1 345 | 28,2 % | +6 %           |
| Solaire thermique                                        | 9     | 0,2  | 9     | 0,2  | 11    | 0,2  | 15    | 0,3  | 16    | 0,3 %  | +81 %          |
| Biomasse-déchets                                         | 36    | 0,8  | 66    | 1,2  | 378   | 6,7  | 341   | 7,6  | 357   | 7,5 %  | +887 %         |
| Électricité                                              | 773   | 16,1 | 983   | 18,2 | 1 078 | 19,2 | 991   | 22,0 | 1 033 | 21,7 % | +34 %          |
| Chaleur                                                  | 0     |      | 0     |      | 140   | 2,5  | 162   | 3,6  | 63    | 1,3 %  | ns             |
| Total                                                    | 4 813 | 100  | 5 394 | 100  | 5 600 | 100  | 4 498 | 100  | 4 768 | 100 %  | -1 %           |
| Source des données : Agence internationale de l'énergie. |       |      |       |      |       |      |       |      |       |        |                |

La consommation finale d'énergie (après raffinage, transformation en électricité ou en chaleur de réseau, transport, etc) était en 2018 de 127,3 Mtep, en hausse de 1,5 % par rapport à 2017. Elle se répartissait en 73,2 % d'énergies fossiles (charbon 1,7 %, pétrole 41,8 %, gaz naturel 29,7 %), 7,0 % d'énergies renouvelables thermiques et 19,8 % d'électricité. La production d'électricité se répartissait en 60,3 % de combustibles fossiles et 39,7 % à partir d'énergies renouvelables ; au total, la consommation finale était donc à 85 % d'origine fossile et à 15 % d'origine renouvelable.
La part des énergies renouvelables a évolué comme suit :
| Filière | 2010   | 2015   | 2016   | 2017   | variation % 2017/2010 |
| Secteur électrique | 5,92   | 9,43   | 9,50   | 9,73   | +64 %                 |
| Hydraulique (corrigée)* | 3,73   | 3,95   | 3,97   | 3,96   | +6 %                  |
| Éolien (corrigée)* | 0,76   | 1,32   | 1,42   | 1,48   | +95 %                 |
| Solaire | 0,16   | 1,97   | 1,90   | 2,10   | +1212 %               |
| Géothermie | 0,46   | 0,53   | 0,54   | 0,53   | +15 %                 |
| Bioénergie** | 0,81   | 1,67   | 1,67   | 1,66   | +105 %                |
| Secteur thermique | 10,02  | 10,69  | 10,54  | 11,21  | +12 %                 |
| Géothermie | 0,14   | 0,13   | 0,14   | 0,15   | +7 %                  |
| Solaire thermique | 0,13   | 0,19   | 0,20   | 0,21   | +62 %                 |
| Bioénergie** | 7,65   | 7,78   | 7,59   | 8,20   | +7 %                  |
| Pompes à chaleur*** | 2,09   | 2,58   | 2,61   | 2,65   | +27 %                 |
| Secteur transport | 1,42   | 1,16   | 1,04   | 1,06   | -25 %                 |
| total EnR | 17,36  | 21,29  | 21,08  | 22,00  | +27 %                 |
| part de la consommation finale brute | 13,0 % | 17,5 % | 17,4 % | 18,3 % |                       |
| * production corrigée des effets des variations des précipitations (hydro) et des vents (éolien), selon les règles de la directive 2009/28/CE. ** y compris part renouvelable des déchets urbains. *** part renouvelable |        |        |        |        |                       |

#### Répartition par secteur
| Filière                                                 | 1990  | %    | 2000  | %    | 2010  | %    | 2020  | %    | 2022  | % 2022 | var. 2022/1990 |
| Industrie                                               | 1 427 | 29,7 | 1 602 | 29,7 | 1 262 | 22,5 | 1 002 | 22,3 | 1 039 | 21,8 % | -27 %          |
| Transport                                               | 1 369 | 28,5 | 1 662 | 30,8 | 1 615 | 28,8 | 1 213 | 27,0 | 1 536 | 32,2 % | +12 %          |
| Résidentiel                                             | 1 091 | 22,7 | 1 155 | 21,4 | 1 482 | 26,5 | 1 280 | 28,4 | 1 225 | 25,7 % | +12 %          |
| Tertiaire                                               | 342   | 7,1  | 483   | 9,0  | 711   | 12,7 | 594   | 13,2 | 593   | 12,4 % | +73 %          |
| Agriculture                                             | 122   | 2,5  | 122   | 2,3  | 114   | 2,0  | 116   | 2,6  | 122   | 2,6 %  | +0,3 %         |
| Pêche                                                   | 8     | 0,2  | 11    | 0,2  | 9     | 0,2  | 8     | 0,2  | 8     | 0,2 %  | -5 %           |
| Non spécifié                                            | 16    | 0,3  | 7     | 0,1  | 7     | 0,1  | 2     | 0,04 | 7     | 0,2 %  | -53 %          |
| Usages non énergétiques (chimie)                        | 436   | 9,1  | 353   | 6,5  | 400   | 7,1  | 283   | 6,3  | 237   | 5,0 %  | -46 %          |
| Total                                                   | 4 813 | 100  | 5 394 | 100  | 5 600 | 100  | 4 498 | 100  | 4 768 | 100 %  | -1 %           |
| Source des données : Agence internationale de l'énergie |       |      |       |      |       |      |       |      |       |        |                |

La répartition de la consommation finale d'énergie par usages était la suivante en 2018 :
- usages non énergétiques : 5,7 Mtep (4,5 % ; chimie surtout) ;
- soutes : 3,15 Mtep (2,5 % ; consommations des avions hors vols intérieurs et bateaux lignes internationales) ;
- usages énergétiques intérieurs : 118,5 Mtep (93,1 %), dont :
  - industrie : 27,2 Mtep (21,4 %) ;
  - transport : 40,1 Mtep (31,5 %) ;
  - résidentiel-tertiaire : 48,1 Mtep (37,8 %) ;
  - agriculture : 3,0 Mtep (2,4 %).

NB : l'Agence internationale de l'énergie ne prend pas en compte les soutes internationales, qui ne sont pas des consommations intérieures.

## Secteur de l'électricité

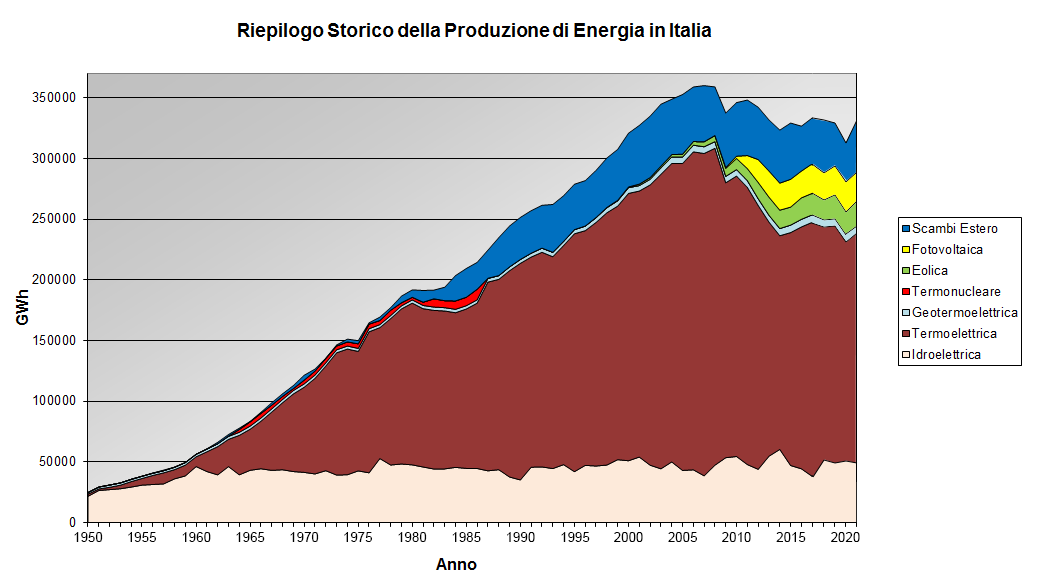
Évolution de la production d'électricité en Italie depuis 1950 :
en bleu : importations d'électricité
Source données : Terna.

L'Italie produit son électricité au moyen de centrales thermiques, de centrales hydrauliques et autres installations d'énergies renouvelables. Elle est importatrice nette d'électricité.
Le graphique ci-contre fait bien ressortir :
- l'essor très rapide de la demande, stoppé en 2008 par la crise économique ;
- la prépondérance écrasante des combustibles fossiles ;
- l'absence totale du nucléaire (en rouge) passé 1987 ;
- le recours massif aux importations d'électricité (en bleu) ;
- la contribution récente, encore modeste mais rapidement croissante, des nouvelles énergies renouvelables.

### Production
En 2023, l'Italie a produit 264,3 TWh d'électricité, dont 54,3 % à partir de combustibles fossiles (gaz naturel : 45,0 %, charbon : 5,4 %, pétrole : 3,9 %) et 45,4 % issus des énergies renouvelables : 15,9 % d'hydroélectricité, 11,6 % de solaire photovoltaïque, 8,8 % d'éolien, 5,2 % de biomasse, 2,2 % de géothermie et 0,9 % de déchets.
L'Energy Institute estime la production d'électricité italienne à 265,3 TWh en 2023, en baisse de 6,6 % en 2023 et de 8,5 % en dix ans, soit 0,9 % de la production mondiale et 9,7 % de celle de l'Union européenne. La part des combustibles fossiles est de 55,8 % (gaz naturel : 44,3 %, charbon : 7,5 %, pétrole : 4 %), celle des énergies renouvelables (EnR) de 43 % et celle des autres sources non renouvelables de 1,2 %. La part du solaire est estimée à 11,8 %, celle de l'éolien à 8,9 %, celle de l'hydroélectricité de 14,7 % et celle des autres EnR (géothermie, biomasse, déchets) à 7,7 %.
| Production brute (TWh)                                                                           | 1960 | 1970  | 1980  | 1990  | %1990   | 2000  | 2010  | 2020  | 2023  | % 2023 | var. 2023/1990 |
| Thermique fossile                                                                                | 8,0  | 70,2  | 133,3 | 178,2 | 82,3 %  | 217,8 | 218,9 | 158,8 | 143,5 | 54,3 % | -19 %          |
| dont charbon                                                                                     | nd   | nd    | nd    | 35,8  | 16,5 %  | 30,5  | 44,4  | 15,0  | 14,4  | 5,4 %  | -60 %          |
| dont pétrole                                                                                     | nd   | nd    | nd    | 102,7 | 47,4 %  | 85,9  | 21,7  | 10,0  | 10,2  | 3,9 %  | -90 %          |
| dont gaz naturel                                                                                 | nd   | nd    | nd    | 39,7  | 18,3 %  | 101,4 | 152,7 | 133,7 | 119,0 | 45,0 % | +200 %         |
| Thermique nucléaire                                                                              |      | 3,2   | 2,2   |       | 0 %     |       |       |       |       |        |                |
| Hydraulique                                                                                      | 46,1 | 41,3  | 47,5  | 35,1  | 16,2 %  | 50,9  | 54,4  | 49,5  | 42,0  | 15,9 % | +20 %          |
| moins Pompage                                                                                    | nd   | -1,4  | -3,3  | -4,8  | 2,2 %   | -9,1  | -4,5  | nd    | nd    | nd     |                |
| Géothermie                                                                                       | 2,1  | 2,7   | 2,7   | 3,2   | 1,5 %   | 4,7   | 5,4   | 6,0   | 5,7   | 2,2 %  | +77 %          |
| Biomasse                                                                                         |      |       |       | 0,014 | 0,01 %  | 1,0   | 7,4   | 17,3  | 13,7  | 5,2 %  | x977           |
| Déchets renouv.                                                                                  |      |       |       | 0,04  | 0,02 %  | 0,4   | 2,0   | 2,3   | 2,3   | 0,9 %  | x63            |
| Éolien                                                                                           |      |       |       | 0,002 | 0,001 % | 0,56  | 9,1   | 18,8  | 23,3  | 8,8 %  | x11652         |
| Photovoltaïque                                                                                   |      |       |       | 0,004 | 0,002 % | 0,02  | 1,9   | 24,9  | 30,7  | 11,6 % | x7678          |
| Total EnR                                                                                        | 48,2 | 42,6  | 46,9  | 38,4  | 17,7 %  | 48,5  | 80,3  | 118,9 | 117,7 | 45,4 % | +207 %         |
| Déchets non renouv.                                                                              |      |       |       | 0,05  | 0,03 %  | 0,5   | 2,2   | 2,4   | 2,4   | 0,9 %  | x46            |
| Autres sources                                                                                   |      |       |       | 0     | 0 %     | 0,8   | 0,8   | 0,5   | 0,6   | 0,2 %  | ns             |
| Production brute                                                                                 | 56,2 | 116,1 | 182,5 | 216,6 | 100 %   | 276,6 | 297,6 | 280,5 | 264,3 | 100 %  | +22 %          |
| Consommation propre                                                                              | 1,4  | 5,0   | 9,0   | 20,5  | 9,5 %   | 28,8  | 21,8  | 20,2  | 20,8  | 7,9 %  | +1 %           |
| Production nette                                                                                 | 54,9 | 111,1 | 173,5 | 196,1 | 90,5 %  | 247,8 | 275,8 | 260,3 | 243,5 | 92,1 % | +24 %          |
| Sources : Terna pour les années 1960 à 1980 ; Agence internationale de l’énergie pour 1990-2023. |      |       |       |       |         |       |       |       |       |        |                |

La crise économique de fin 2008 a fait baisser la demande d'électricité de 6,2 % en 2009 ; après une légère reprise, elle est retombée en 2016 au-dessous du niveau de 2009. La forte progression des énergies renouvelables (+47 % depuis 2010) a permis de réduire la production à base de combustibles fossiles de 27 % entre 2010 et 2020 ; la baisse de la demande causée par la pandémie de Covid-19 en 2020 est cependant en partie responsable de ce recul des fossiles.
En 2018, la production brute d'électricité en Italie atteignait 289,7 TWh, en baisse de 2,1 % par rapport à 2017 ; les centrales thermiques ont assuré 66,5 % de la production et les énergies renouvelables 33,5 % : hydraulique 17,4 %, solaire 7,8 %, éolien 6,1 % et géothermie 2,1 % (attention : cette statistique inclut la biomasse et les déchets dans le thermique). La production nette était de 279,8 TWh, dont 2,3 TWh destinés au pompage.
| Puissance brute (MW)                                                                       | 1960   | 1980   | 2000   | 2010    | 2015    | 2017    | 2018    | Var. 2018 2000 | Facteur de charge 2018 (%)* |
| Thermique classique                                                                        | 4 556  | 30 654 | 56 431 | 78 341  | 68 597  | 64 045  | 64 021  | +13,4 %        | 34,4 %                      |
| Thermique nucléaire                                                                        |        | 1 471  |        |         |         |         |         |                |                             |
| Hydraulique                                                                                | 11 468 | 15 904 | 20 658 | 21 893  | 22 560  | 22 838  | 22 911  | +10,9 %        | 25,2 %                      |
| Géothermique                                                                               | 287    | 440    | 627    | 772     | 821     | 813     | 813     | +30 %          | 85,7 %                      |
| Éolien+Photovoltaïque                                                                      |        |        | 370    | 9 406   | 28 063  | 29 448  | 30 372  | +8109 %        | 15,4 %                      |
| Puissance totale                                                                           | 16 311 | 48 469 | 78 086 | 110 380 | 120 041 | 117 144 | 118 117 | +51 %          | 28,1 %                      |
| * Facteur de charge 2018 : le calcul prend en compte l'échelonnement des mises en service. |        |        |        |         |         |         |         |                |                             |

#### Centrales thermiques fossiles
Le graphique qui aurait dû être présenté ici ne peut pas être affiché car il utilise l'ancienne extension Graph, désactivée pour des questions de sécurité. Des indications pour créer un nouveau graphique avec la nouvelle extension Chart sont disponibles ici.

Production des centrales thermiques par combustible en Italie
Source données : Terna
Les centrales thermiques à combustibles fossiles assurent la majeure partie de la  production d'électricité en Italie, avec un total de 192,1 TWh en 2018, soit 66,3 % de l'électricité produite dans le pays. Au cours de la décennie 1997-2007, les centrales à gaz naturel ont connu une forte progression passant de 24 à 55 % de la production d'électricité totale ; depuis 2009 elles ont fortement reculé, tombant à 33,5 % en 2014, mais représentant encore 53,4 % de la production thermique ; de 2015 à 2017, elles ont repris leur progression : +35 % en deux ans, passant à 48,4 % de la production d'électricité totale et 67,2 % de la production thermique en 2017 (66,9 % en 2018) ; le reste de cette production est assuré par le charbon (14,8 % ; en baisse de 42 % par rapport à son pic de 2012 après avoir connu en 2011-12 un rebond de 24 %, comme dans toute l'Europe du fait de la baisse des prix du charbon causée par le boom du gaz de schiste aux États-Unis), les gaz dérivés des process (1,3 %), les produits pétroliers (1,7 %), les autres combustibles (biomasse surtout, ainsi que goudron, gaz de raffinerie, chaleur récupérée, etc) représentant 15,3 %.

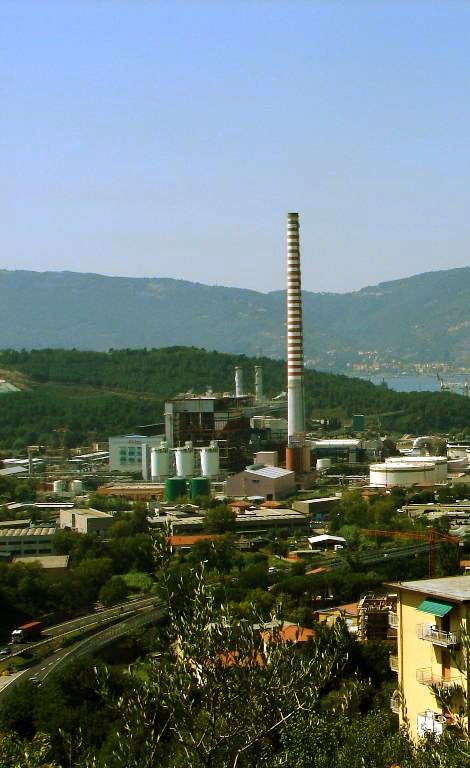
La Centrale thermique Eugenio Montale près de La Spezia en Ligurie, une des plus grandes d'Italie (1.3 GW), en service depuis 1962.

Leur puissance installée totale atteignait 62 429 MW fin 2016, dont 4 717 MW appartenant à des autoproducteurs :
- 1 867 unités, d'une puissance totale de 38 971 MW, consacrées uniquement à la production électrique ;
- 3 539 unités, d'une puissance totale de 21 968 MW, de cogénération (production combinée chaleur+électricité).

Les unités à cycle combiné (gaz) étaient au nombre de 174 et totalisaient une puissance de 40 242 MW (dont 58 unités purement électriques : 22 300 MW et 116 unités de cogénération : 17 942 MW), et les turbines à gaz 130 unités (3 073 MW); les unités à condensation de vapeur (charbon) étaient 104 (12 637 MW).
Les combustibles consommés pour la production d'électricité étaient en 2018 de :
- 10 633 kt de charbon et lignite ;
- 23 592 millions de m3 de gaz naturel et 4 772 Mm3 de gaz dérivés ;
- 585 kt de produits pétroliers ;
- 16 718 kt d'autres combustibles solides (biomasse, etc) et 3 496 Mm3 d'autres combustibles gazeux (biogaz, etc).

ENEL a lancé un appel à projets pour 23 vieilles centrales en cours de fermeture, soit 13 000 MW, sur 54 centrales au total ; la centrale à cycle combiné Tor del Sale à Piombino, près de Livourne en Toscane, servira de site pilote.
ENEL prévoit en 2017 d'atteindre avec 10 ans d'avance son objectif de zéro émission de CO2 fixé initialement à l'horizon 2050. Enel Green Power installera 2 500 MW de centrales d'énergies renouvelables en 2017. ENEL avait déjà fermé 13 000 MW de vieilles centrales thermiques fossiles en 2015.

#### Énergie nucléaire

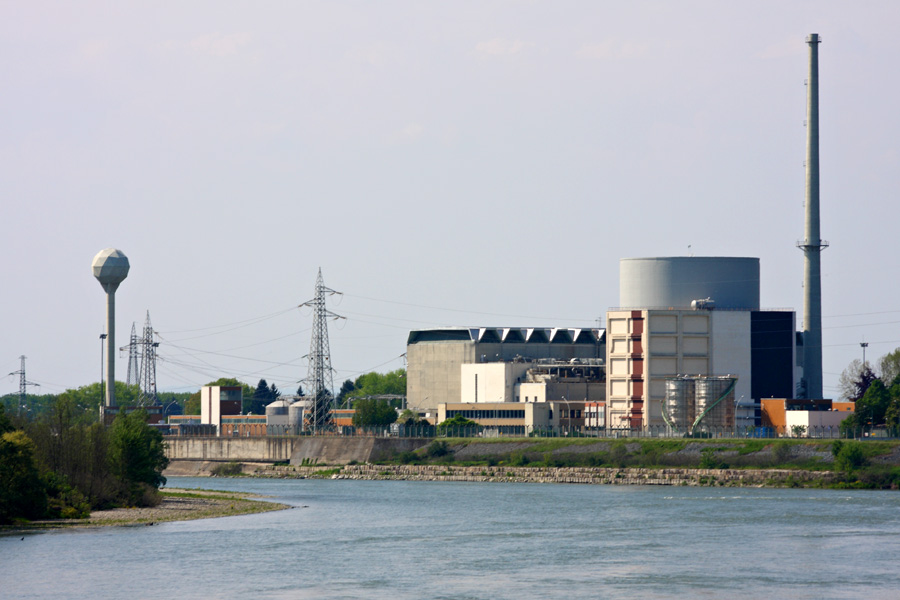
Centrale nucléaire de Trino Vercellese à Trino (Province de Verceil, Piémont), au bord du Po.

À la suite d'un référendum approuvé par 62 % de la population, l'Italie a renoncé à l'utilisation du nucléaire civil en 1987. Les centrales nucléaires alors en activité (1 312 MW) ont été progressivement arrêtées. En mai 2008, le gouvernement de Silvio Berlusconi annonce un retour à l'énergie nucléaire afin de résoudre la dépendance énergétique du pays. Un accord est signé le 24 février 2009 visant à la création d'une société détenue à moitié par Électricité de France et Enel. L'objectif était la construction d'au moins quatre réacteurs de type EPR.
L'émotion soulevée par la catastrophe de Fukushima de mars 2011 a contraint le gouvernement à abandonner ce projet.
En septembre 2021, le ministre de la Transition écologique Roberto Cingolani déclare à propos des réacteurs nucléaires de quatrième génération : « Des pays sont en train d'investir sur cette technologie. Elle n'est pas encore mature, mais elle le sera bientôt. Si, à un certain moment, on est assuré que les déchets radioactifs seront peu nombreux, la sécurité élevée et les coûts bas, ce serait une folie de ne pas l'envisager ».
Le ministre du Développement économique, Giancarlo Giorgetti, s'inquiète en décembre 2021 de l'approvisionnement en énergie et de la flambée des prix : « Un blackout énergétique en Europe n'est pas à exclure, un plan pour l'éviter doit être défini au plus vite et le recours au nucléaire propre doit être envisagé sans a priori ». L'Italie soutient ainsi la France dans ses efforts pour l'inclure dans la taxonomie verte européenne. Une centaine d'entreprises italiennes se sont adjugé plus de la moitié des contrats industriels à haute valeur technologique du projet ITER pour une valeur de plus de 1 milliard d'euros et la machine DTT (« Divertor Tokamak Test »),l'un des prédécesseurs de Demo, la première centrale à fusion qui prendra le relais d'Iter, sera construite près de Rome. Eni est actionnaire majoritaire de Commonwealth Fusion Systems (CFS), start-up créée par le Massachusetts Institute of Technology (MIT) pour lancer d'ici à 2025 un réacteur pilote de fusion nucléaire. A Turin, l'entrepreneur physicien Stefano Buono a bouclé en à peine deux mois un tour de table de 118 millions d'euros pour financer Newcleo, start-up spécialisée dans les réacteurs de quatrième génération ; parmi ses investisseurs figurent Exor Seeds, le fond d'innovation de la famille Agnelli-Elkann, et d'autres familles industrielles italiennes telles que les Bormioli, Malacalza et Rovatti.
En mars 2023, une étude de la Fondation Robert-Schuman révèle une forte remontée du soutien de l'opinion publique à l'électricité nucléaire en 2022 en Europe : en Italie, la part de la population qui se déclare « très en faveur » ou « plutôt en faveur » de l'énergie nucléaire atteint 43 % (+18 points) contre 45 % (« très opposés » : 25 % contre 40 % en 2021).
La Chambre des députés vote en mai 2023 une motion qui engage le gouvernement à « évaluer l'opportunité d'inclure le nucléaire comme source alternative et propre pour la production d'énergie ». La motion, votée par les partis de la majorité ainsi que deux partis d'opposition et avec l'abstention du Parti démocrate, rappelle que le taux de dépendance énergétique de l'Italie atteint 73 % en 2020 contre 58 % en moyenne dans l'Union européenne. Le 21 septembre 2023, est lancée à Rome la « Plateforme nationale pour le nucléaire durable », sous l’égide du ministre de l’Environnement et de la Sécurité énergétique (MASE), pour préparer une feuille de route d’ici fin avril 2024 pour définir « une stratégie nationale pour le nucléaire durable » puis un « plan d’implémentation » de ladite stratégie à horizon 2030 pour la fission et 2050 pour la fusion. Le gouvernement s'intéresse aux petits réacteurs modulaires (SMR) et aux réacteurs nucléaires de quatrième génération (AMR) plutôt qu'aux grandes centrales nucléaires de troisième génération,.
En juillet 2024, le gouvernement italien fixe un objectif 2050 de 11 % de part du nucléaire dans la production d'électricité  grâce à des petits réacteurs modulaires (SMR) dans son plan national énergie et climat. En novembre 2023, l'Agence nationale italienne pour les nouvelles technologies, l'énergie et le développement économique durable (Enea) a signé un protocole d'accord avec Ansaldo Nucleare, Raten, SCK CEN et Westinghouse Electric Company pour le développement conjoint, à l'échelle industrielle, d'un petit réacteur modulaire.
En janvier 2025, EDF, l'énergéticien italien Edison et Enea annoncent la signature d'un protocole d'accord sur les technologies nucléaires innovantes, s'engageant à collaborer sur les applications industrielles des SMR. Le gouvernement Meloni a promis de lancer un chantier législatif d'ici à la fin du mois de janvier 2025 afin de lever l'interdiction de production d'énergie nucléaire, en vigueur en Italie depuis les référendums de 1987 et 2011.

#### Énergies renouvelables
Le graphique qui aurait dû être présenté ici ne peut pas être affiché car il utilise l'ancienne extension Graph, désactivée pour des questions de sécurité. Des indications pour créer un nouveau graphique avec la nouvelle extension Chart sont disponibles ici.

Production d'électricité à partir d'énergies renouvelables en Italie
Source : GSE,,,,
Le rapport statistique annuel 2017 de GSE (Gestore dei servizi energetici), agence chargée de la promotion des énergies renouvelables, évalue la consommation finale brute d'EnR en 2017 à 22 Mtep, en progression de 4,4 % ; sa part dans la consommation finale d'énergie du pays s'élevait à 17,4 % ; dans le secteur électrique, les EnR ont produit un peu moins de 104 TWh, soit 35 % de la production nationale d'électricité (après correction selon les règles de la Directive européenne 2009/28/CE : 113 TWh, soit 34,1 % de la consommation intérieure brute d'électricité) ; la production hydraulique a contribué pour 35 %, celle du photovoltaïque pour 23 %, la biomasse 19 %, la production éolienne 17 % et la géothermie 6 %. Dans le secteur des EnR thermiques, la production d'énergie renouvelables a couvert un peu plus de 20 % des consommations avec 11,2 Mtep, dont 7,9 Mtep de biomasse (y compris part renouvelable des déchets). Dans le secteur des transports, les biocarburants ont fourni 1,06 Mtep.
| Filière          | 2010    | 2010   | 2015    | 2015   | 2017    | 2017   | variation % 2017/2010 | variation % 2017/2010 |
|                  | nombre  | MW     | nombre  | MW     | nombre  | MW     | nombre                | MW                    |
| Hydraulique      | 2 729   | 17 876 | 3 693   | 18 543 | 4 268   | 18 863 | +56,4 %               | +5,5 %                |
| Éolien           | 487     | 5 814  | 2 734   | 9 162  | 5 579   | 9 766  | +1046 %               | +68 %                 |
| Solaire          | 155 977 | 3 470  | 687 759 | 18 901 | 774 014 | 19 682 | +396 %                | +467 %                |
| Géothermie       | 33      | 772    | 34      | 821    | 34      | 813    | +3 %                  | +5,3 %                |
| Bioénergie :     |         |        |         |        |         |        |                       |                       |
| Biomasse solide  | 142     | 1 243  | 369     | 1 612  | 468     | 1 667  | +230 %                | +34 %                 |
| Biogaz           | 451     | 508    | 1 924   | 1 406  | 2 117   | 1 444  | +369 %                | +184 %                |
| Bioliquides      | 97      | 601    | 525     | 1 038  | 500     | 1 024  | +415 %                | +70 %                 |
| total bioénergie | 669     | 2 352  | 2 647   | 4 057  | 2 913   | 4 135  | +335 %                | +76 %                 |
| total EnR        | 159 895 | 30 284 | 696 867 | 51 483 | 786 808 | 53 259 | +392 %                | +76 %                 |

| Filière | 2010   | 2010      | 2015    | 2015      | 2017    | 2017      | variation % 2017/2010 | variation % 2017/2010 | 2018         |
| GWh | réelle | corrigée* | réelle  | corrigée* | réelle  | corrigée* | réelle                | corrigée*             | réelle (TWh) |
| Hydraulique | 51 117 | 43 393    | 45 537  | 45 933    | 36 199  | 46 047    | -29,2 %               | +6,1 %                | 48 786       |
| Éolien | 9 126  | 8 787     | 14 844  | 15 298    | 17 742  | 17 198    | +94,4 %               | +95,7 %               | 17 716       |
| Solaire | 1 906  |           | 22 942  |           | 24 378  |           | +1179 %               |                       | 22 654       |
| Géothermie | 5 376  |           | 6 185   |           | 6 201   |           | +15,3 %               |                       | 6 105        |
| Bioénergie |        |           |         |           |         |           |                       |                       |              |
| Biomasse solide | 4 308  |           | 6 290   |           | 6 615   |           | +53,6 %               |                       |              |
| dont part renouv. déchets** | 2 048  |           | 2 428   |           | 2 422   |           | +18,3 %               |                       |              |
| Biogaz | 2 054  |           | 8 212   |           | 8 299   |           | +304 %                |                       |              |
| Bioliquides | 3 078  | nd        | 4 894   | 4 865     | 4 464   | 4 388     | +45 %                 | nd                    |              |
| total bioénergie | 9 440  | nd        | 19 396  | 19 367    | 19 378  | 19 303    | +105 %                | nd                    | 19 153       |
| total EnR | 76 964 | 68 902    | 108 904 | 109 725   | 103 898 | 113 143   | +35 %                 | +64 %                 | 114 415      |
| part de la consommation finale brute | 22,4 % | 20,1 %    | 33,2 %  | 33,5 %    | 31,3 %  | 34,1 %    |                       |                       | 34,5 %       |
| * production corrigée des effets des variations des précipitations (hydro) et des vents (éolien), selon les règles de la directive 2009/28/CE. ** part renouvelable des déchets urbains. |        |           |         |           |         |           |                       |                       |              |

La part des EnR dans la production brute d'électricité italienne est passée de 16,0 % en 2003 à 43,1 % en 2014, puis est retombée à 35,1 % en 2017. Cette rechute est due à la forte baisse de la production hydroélectrique : 36,2 TWh en 2017 contre 58,5 TWh en 2014, soit -38,2 %.
| Filière | 2007 | 2008 | 2009 | 2010 | 2011 | 2012 | 2013 | 2014 | 2015 | 2016 | 2017 | moyenne |
| Hydro | 21,4 | 26,9 | 31,7 | 32,7 | 28,9 | 26,4 | 32,9 | 36,3 | 28,1 | 25,6 | 22,0 | 28,4    |
| Éolien | 20,4 | 18,8 | 18,0 | 20,0 | 17,8 | 21,1 | 20,5 | 20,2 | 19,2 | 21,8 | 21,1 | 19,9    |
| Solaire | 13,7 | 13,2 | 13,3 | 13,6 | 15,1 | 14,9 | 14,2 | 13,8 | 14,0 | 13,2 | 14,3 | 13,9    |
| Géothermie | 89,4 | 88,4 | 84,0 | 81,2 | 83,6 | 82,5 | 83,6 | 82,3 | 86,0 | 88,1 | 87,1 | 85,1    |
| Bioénergie | 43,3 | 44,9 | 43,7 | 45,6 | 43,4 | 43,5 | 49,3 | 52,4 | 53,7 | 53,1 | 53,1 | 47,8    |
| facteur de charge = production / (puissance installée x nombre d'heures de l'année) Source : GSE (2007-2012 : rapport 2012 et 2013-2017 : rapport 2017). |      |      |      |      |      |      |      |      |      |      |      |         |

Le facteur de charge (ou taux d'utilisation) est une caractéristique technique essentielle d'un moyen de production d'électricité : selon ce critère, la géothermie est de loin l'énergie la plus efficiente, et le solaire la moins disponible ; mais d'autres critères sont aussi importants, en particulier la pilotabilité (possibilité pour le gestionnaire du système électrique d'arrêter/démarrer rapidement une centrale, ou au moins de moduler sa puissance, en fonction de la demande instantanée des consommateurs) ; de ce point de vue, les centrales hydrauliques dotées d'un réservoir sont très précieuses ; enfin, le critère du coût de production est bien évidemment crucial ; le facteur de charge de la bioénergie est affecté par le caractère saisonnier de la plupart des centrales de cogénération dans laquelle elle est utilisée pour alimenter les réseaux de chaleur.

##### Géothermie

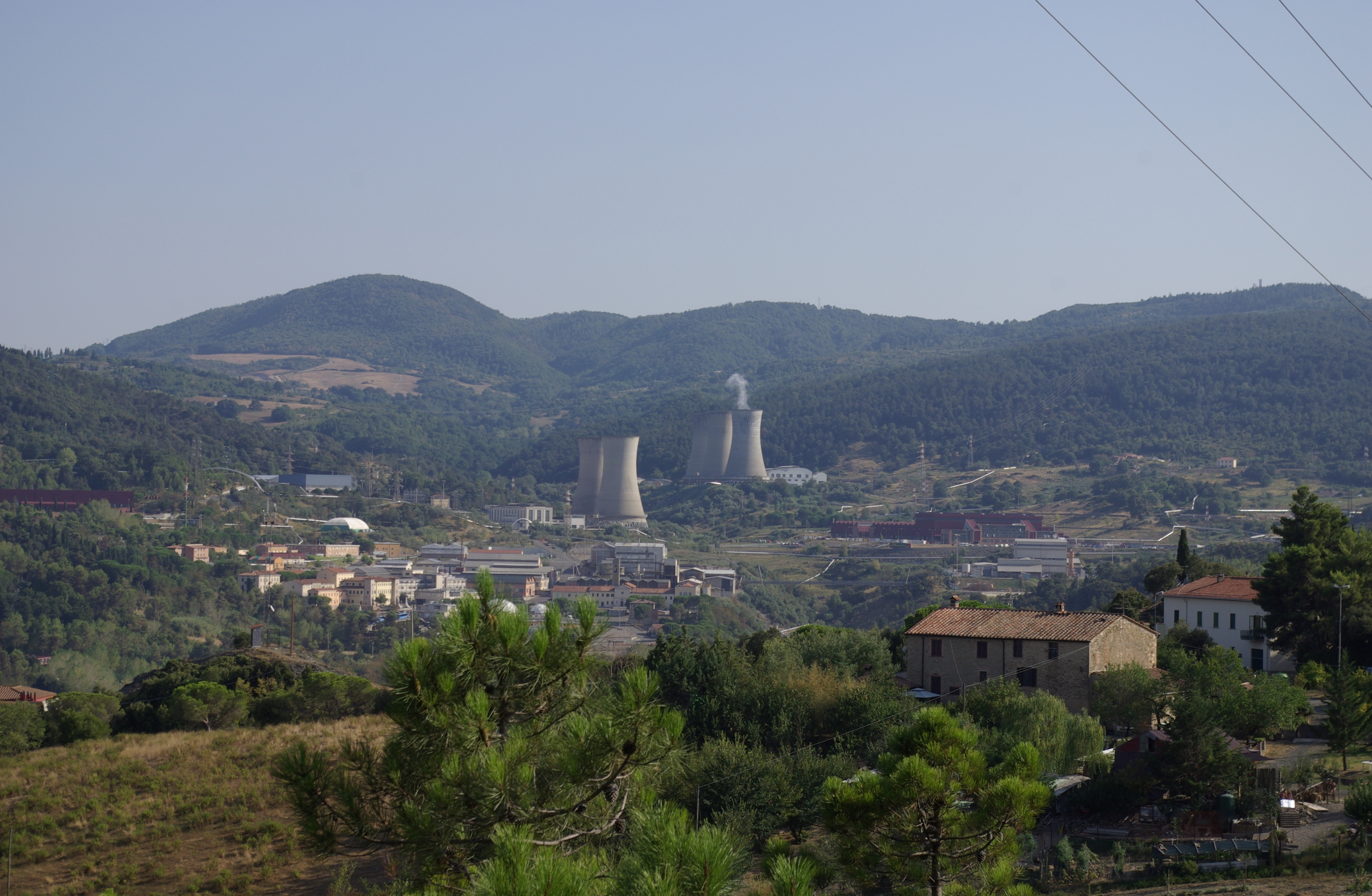
Centrale géothermique de Larderello en Toscane.

L'Italie détenait en 2022 le 7e rang mondial pour la production d'électricité géothermique avec 5,84 TWh, soit 6,0 % de la production géothermique mondiale ; les États-Unis, au 1er rang, produisaient 19,14 TWh (19,7 %).
En 1818, François de Larderel, un Français considéré comme le père de la géothermie, met au point une technique permettant de recueillir la vapeur émise par les "lagoni" et de la faire sortir à une pression suffisante pour alimenter les chaudières d'évaporation nécessaires à l'extraction de l'acide borique des boues naturellement riches en substances boriquées. La technique sera perfectionnée en 1827, puis en 1833, lorsque seront effectués les premiers travaux de forage qui permettront d'augmenter la quantité de vapeur qui, plus tard, conduira à produire de l'électricité. Le grand-duc Léopold II de Habsbourg-Toscane soutient l'entreprise de Larderel et lui accorde le titre de comte de Montecerboli. Une ville, baptisée Larderello en hommage à l'action de l'industriel, est fondée pour accueillir les ouvriers travaillant dans l'usine de production de l'acide borique.
La production d'énergie à partir des sources géothermales sera expérimentée pour la première fois en 1904, lorsque cinq ampoules seront allumées grâce à l'électricité produite par la vapeur émergeant des trous dans le sol - première démonstration pratique du pouvoir de la géothermie. En 1911, la première centrale géothermique était construite dans la Valle del Diavolo ("la Vallée du Diable"). Elle restera la seule usine d'électricité géothermique du monde jusqu'en 1958, date à laquelle la Nouvelle-Zélande s'en dotera à son tour. Rappelons toutefois que c'est sans doute aux États-Unis, à Boise, dans l'Idaho, qu'on utilisa pour la première fois l'énergie géothermique à d'autres fins, en 1890 et 1891, lorsque la ville creusa deux puits géothermiques dans le but de fournir de l'eau chaude à la ville.
Larderello produit aujourd'hui 8 % de la production mondiale d'énergie géothermique, soit plus de 5 000 GWh/an, fournissant en électricité environ 1 million de foyers italiens. Sa géologie exceptionnelle lui permet de produire de l'énergie géothermique grâce à des roches de granite chaudes affleurant à la surface du sol et produisant de la vapeur dont la température peut atteindre 220 degrés Celsius. Néanmoins, au cours des dernières années, des doutes se sont fait jour quant à la durabilité de ses réserves de vapeur, car une baisse de 30 % du niveau de pression a été enregistrée par rapport aux niveaux records des années 1950.
L'Italie compte, en 2017, 34 centrales géothermiques, toutes situées en Toscane, d'une puissance installée totale de 813 MW dont 407 MW dans la province de Pise, 204 MW dans la province de Sienne et 202 MW dans la province de Grosseto ; 27 centrales ont moins de 20 MW et 4 plus de 40 MW ; de 2003 à 2017, le nombre de centrales n'a que peu changé (34 en 2003, 31 de 2004 à 2008, 32 en 2009, 33 de 2010 à 2012, 34 depuis 2013), leur puissance s'est accrue de 707 MW à 813 MW (+15 %) avec un pic à 821 MW en 2014-2015, et leur production de 5 341 GWh à 6 201 GWh (+16 %) (6 289 GWh en 2016) ; la disponibilité de la source géothermique est constante, si bien que le facteur de charge est élevé (durée d'utilisation record de 7 626 heures en 2017, soit 87,1 % ; 7 720 MW heures en 2016, soit 88,1 %).

##### Biomasse
L'Italie figurait en 2022 au 10e rang mondial pour la production d'électricité à partir de la biomasse avec 15,3 TWh, soit 2,4 % de la production mondiale, à comparer avec l'Allemagne : 42,6 TWh (6,6 % - 4e rang derrière la Chine, les États-Unis et le Brésil) et le Royaume-Uni : 31,2 TWh (4,9 % - 7e rang). En 2023, cette production a baissé de 10,5 %, tombant à 13,7 TWh.
La production d'électricité à partir de la biomasse et des déchets se répartit en 2023 en 3 440 GWh de biomasse solide, 2 758 GWh de biomasse liquide, 2 331 GWh de déchets municipaux (part renouvelable) et 66 GWh de déchets industriels.
| Source                             | 2010   | 2010  | 2015   | 2015  | 2017   | 2017  | variation 2017/10 | variation 2017/10 |
|                                    | nombre | MW    | nombre | MW    | nombre | MW    | nombre            | MW                |
| Biomasse solide                    | 142    | 1 243 | 369    | 1 612 | 468    | 1 667 | +230 %            | +34 %             |
| déchets urbains                    | 71     | 798   | 69     | 953   | 65     | 936   | -8 %              | +17 %             |
| autres                             | 71     | 445   | 300    | 659   | 403    | 731   | +468 %            | +64 %             |
| Biogaz                             | 451    | 508   | 1 924  | 1 406 | 2 116  | 1 444 | +369 %            | +184 %            |
| de déchets                         | 228    | 341   | 380    | 399   | 409    | 411   | +79 %             | +21 %             |
| de boues                           | 47     | 15    | 78     | 44    | 78     | 45    | +66 %             | +200 %            |
| de déjections animales             | 95     | 41    | 493    | 217   | 602    | 235   | +534 %            | +473 %            |
| de déchets agricoles et forestiers | 81     | 110   | 973    | 746   | 1027   | 753   | +1168 %           | +585 %            |
| Bioliquides                        | 97     | 601   | 525    | 1 038 | 500    | 1 024 | +415 %            | +70 %             |
| huiles végétales                   | 86     | 510   | 436    | 892   | 403    | 869   | +369 %            | +70 %             |
| autres                             | 11     | 91    | 89     | 146   | 97     | 154   | +782 %            | +69 %             |
| total bioénergie                   | 669    | 2 352 | 2 647  | 4 056 | 2 913  | 4 135 | +335 %            | +76 %             |

Le tableau ci-dessus ne prend pas en compte les centrales hybrides, qui produisent de l'électricité à partir de combustibles fossiles avec un appoint de biomasse. En nombre de centrales, le biogaz domine avec 72,6 %, mais en capacité installée c'est la biomasse solide qui arrive en tête avec 40,3 %, suivie du biogaz : 34,9 % et des bio-liquides : 24,8 %. Les unités à biogaz ont une capacité moyenne de 0,7 MW, alors que les unités à biomasse solide ont une moyenne de 3,6 MW.
De 2003 à 2017, la puissance des unités à bioénergie s'est accru au rythme de 10 % par an, mais cette croissance s'est ralentie à partir de 2013 (+2,5 % seulement en cinq ans) ; la taille moyenne des unités a fortement baissé : 1,4 MW en 2017 contre 4,3 MW en 2005 et 4,8 MW en 2009.
| GWh                                | 2010  | 2015   | 2017   | variation 2017/10 |
| Biomasse solide                    | 4 308 | 6 290  | 6 615  | +54 %             |
| déchets urbains                    | 2 048 | 2 428  | 2 422  | +18 %             |
| autres                             | 2 260 | 3 862  | 4 193  | +86 %             |
| Biogaz                             | 2 054 | 8 212  | 8 299  | +304 %            |
| de déchets                         | 1 415 | 1 527  | 1 426  | +1 %              |
| de boues                           | 28    | 128    | 136    | +386 %            |
| de déjections animales             | 221   | 1 067  | 1 194  | +440 %            |
| de déchets agricoles et forestiers | 390   | 5 490  | 5 543  | +1321 %           |
| Bioliquides                        | 3 078 | 4 894  | 4 464  | +45 %             |
| huiles végétales                   | 2 682 | 4 190  | 3 700  | +38 %             |
| autres                             | 397   | 704    | 763    | +92 %             |
| total bioénergie                   | 9 440 | 19 396 | 19 378 | +105 %            |

En 2017, la bioénergie a fourni 18,7 % de la production d'électricité renouvelable ; la production à partir de biomasse solide a progressé de 1,2 % , celle de biogaz est restée stable (+0,5 %) et celle de bioliquides a reculé de 5,2 %, surtout celle à base d'huiles végétales (huile de palme surtout).
De 2003 à 2017, la production a progressé au rythme de 12 % l'an, passant de 3 587 GWh à 19 378 GWh ; les biogaz ont connu une croissance particulièrement dynamique. En 2017, la part des biogaz est de 42,8 %, celle de la biomasse solide de 34,1 % (déchets urbains : 12,5 %, autres : 21,6 %) et celle des bioliquides de 23 %.
Les principales régions productrices étaient en 2017 :
- la Lombardie (biogaz et déchets urbains) : 4 406 GWh (22,7 %) ;
- l'Émilie-Romagne (surtout biogaz): 2 720 GWh (14 %) ;
- la Vénétie (biogaz et autre biomasse) : 1 956 GWh (10,1 %) ;
- les Pouilles (surtout bioliquides) : 1 914 GWh GWh (9,9 %) ;
- le Piémont (biogaz et autre biomasse) : 1 856 GWh (9,6 %).

### Transport et distribution
Le transport de l'électricité en haute tension est assuré par Terna, société cotée à la bourse italienne, qui se présente comme « le 1er opérateur de réseau de Transport en Europe et le 6ème au monde en termes de km de lignes gérées ». Le réseau de transport compte 63 500 km de lignes HT, 22 lignes d'interconnexion avec l'étranger, 445 stations de transformation. Terna est également responsable du dispatching économique.
| Longueur (km)   | 1960   | 1980   | 2000   | 2010   | 2014   | 2015   | 2016   | 2017   | 2018   |
| 120-150 kV      | 23 395 | 36 268 | 44 046 | 45 758 | 46 575 | 48 895 | 48 832 | 48 801 | 48 766 |
| 220 kV          | 9 889  | 14 470 | 11 980 | 11 284 | 10 935 | 11 066 | 11 043 | 10 876 | 11 011 |
| 380 kV          |        | 4 813  | 9 782  | 10 713 | 10 996 | 11 015 | 11 211 | 11 202 | 11 308 |
| Longueur totale | 33 284 | 55 551 | 65 808 | 67 755 | 68 506 | 70 976 | 71 086 | 70 879 | 71 085 |

Enel, pionnière dans le domaine des « compteurs intelligents » pouvant être interrogés à distance, a commencé en 2017 l'installation de 16 millions de compteurs de nouvelle génération dans le but de devenir un leader dans l'internet des objets et de mieux gérer les flux intermittents fournis par les énergies solaire et éolienne.

### Échanges internationaux
L'Italie a commencé à importer de l'électricité en 1926, mais ces importations sont restées faibles jusqu'en 1961 ; en 1962 elles ont passé le seuil du TWh, puis elles ont fluctué sans jamais dépasser 4 TWh ; en 1979 a commencé une ascension très rapide : de 2,1 TWh en 1978, les importations sont passées à 5,4 TWh en 1979, ont atteint 11,1 TWh en 1983, puis 20,9 TWh en 1984, 31,3 TWh en 1988, 40,7 TWh en 1998, 50,97 TWh en 2003 ; depuis, elles tendent à décroître, avec des fluctuations liées à l'hydraulicité : 46,4 TWh en 2015, 37,0 TWh en 2016, 37,8 TWh en 2017, 43,9 TWh en 2018.
En 2023, l'Italie a importé 54,57 TWh d'électricité et en a exporté 3,32 TWh. Son solde importateur s'élève ainsi à 51,25 TWh, soit 16,2 % de la consommation brute d'électricité. En 2022, le solde importateur était de (42,99 TWh), plaçant le pays au 1er rang mondial des importateurs d'électricité, devant les États-Unis (41,21 TWh) et la Thaïlande (33,41 TWh).
En 2018, l'Italie a importé 47,17 TWh d'électricité (+10 %) et exporté 3,27 TWh ; le solde importateur de 43,90 TWh représente 13,2 % de la demande du pays.
| GWh                                                                                     | Importations | Importations | Importations | Importations | Exportations | Exportations | Exportations | Exportations | Soldes | Soldes | Soldes | Soldes |
| Pays                                                                                    | 2015         | 2016         | 2017         | 2018         | 2015         | 2016         | 2017         | 2018         | 2015   | 2016   | 2017   | 2018   |
| France                                                                                  | 16 316       | 13 987       | 13 717       | 15 386       | 810          | 1 038        | 1 058        | 806          | 15 506 | 12 949 | 12 659 | 14 580 |
| Suisse                                                                                  | 26 180       | 20 977       | 21 592       | 22 540       | 824          | 1 322        | 1 265        | 1 139        | 25 356 | 19 655 | 20 327 | 21 401 |
| Autriche                                                                                | 1 538        | 1 443        | 1 332        | 1 417        | 40           | 68           | 120          | 24           | 1 498  | 1 375  | 1 212  | 1 393  |
| Slovénie                                                                                | 6 223        | 6 468        | 5 894        | 6 739        | 81           | 171          | 151          | 60           | 5 743  | 6 297  | 6 142  | 6 679  |
| Grèce                                                                                   | 592          | 306          | 325          | 1 078        | 1 672        | 2 030        | 1 638        | 611          | -1 080 | -1 724 | -1 313 | 467    |
| Malte                                                                                   | 0            | 0            | 35           | 11           | 1 044        | 1 525        | 902          | 632          | -1 044 | -1 525 | -867   | -621   |
| Total                                                                                   | 50 849       | 43 181       | 42 895       | 47 170       | 4 471        | 6 154        | 5 134        | 3 271        | 46 378 | 37 026 | 37 761 | 43 899 |
| Source: Terna, statistiques 2018 solde des échanges extérieurs : négatif si exportateur |              |              |              |              |              |              |              |              |        |        |        |        |

Les exportations vers la France sont destinées à la Corse, via deux câbles 220 kV sous-marins (liaison à courant continu Italie-Corse-Sardaigne), l'un depuis la Sardaigne, l'autre depuis le continent, près de l'Ile d'Elbe.

### Consommation
Le graphique qui aurait dû être présenté ici ne peut pas être affiché car il utilise l'ancienne extension Graph, désactivée pour des questions de sécurité. Des indications pour créer un nouveau graphique avec la nouvelle extension Chart sont disponibles ici.

Consommation d'électricité par secteur en Italie
Source données : Terna
NB : le transport est inclus dans le secteur tertiaire.
Le graphique montre :
- la prépondérance de l'industrie, et sa sensibilité à la conjoncture économique (chute de 6 % en 2009) ;
- l'ascension ininterrompue et très rapide du tertiaire ;
- le ralentissement de la progression du résidentiel depuis les années 1990.

Selon l'Agence internationale de l'énergie, la consommation d'électricité par habitant s'élève en 2023 à 5 050 kWh en Italie, en progression de 21,8 % par rapport à 1990, supérieure de 47 % à la moyenne mondiale : 3 427 kWh en 2022, mais inférieure de 24 % à celle de la France : 6 638 kWh, de 15 % à celle de l'Allemagne : 5 957 kWh et de 61 % à celle des États-Unis : 12 986 kWh.
La répartition par secteur de la consommation finale d'électricité a évolué comme suit, selon l'Agence internationale de l'énergie (l'Agence internationale de l'énergie classe dans la consommation propre du secteur énergétique les consommations des industries pétrolière, gazière et charbonnière que Terna classe dans la consommation finale de l'industrie) :
| Secteur                                                 | 1990  | %    | 2000  | %    | 2010  | %    | 2020  | %    | 2022  | % 2022 | var. 2022/1990 |
| Industrie                                               | 110,9 | 51,7 | 141,8 | 52,0 | 127,9 | 42,7 | 117,3 | 42,6 | 111,6 | 38,9 % | +1 %           |
| Transport                                               | 6,7   | 3,1  | 8,5   | 3,1  | 10,7  | 3,6  | 10,1  | 3,7  | 9,0   | 3,1 %  | +34 %          |
| Résidentiel                                             | 52,7  | 24,6 | 61,1  | 22,4 | 69,5  | 23,2 | 66,2  | 24,1 | 64,6  | 22,5 % | +23 %          |
| Tertiaire                                               | 40,0  | 18,6 | 56,6  | 20,7 | 85,6  | 28,6 | 75,3  | 27,3 | 95,0  | 33,1 % | +137 %         |
| Agriculture                                             | 4,2   | 2,0  | 4,9   | 1,8  | 5,6   | 1,9  | 6,3   | 2,3  | 6,6   | 2,3 %  | +57 %          |
| Total                                                   | 214,6 | 100  | 273,0 | 100  | 299,3 | 100  | 275,2 | 100  | 287,0 | 100 %  | +34 %          |
| Source des données : Agence internationale de l'énergie |       |      |       |      |       |      |       |      |       |        |                |

ENEL a alloué 300 millions d'euros au déploiement de 12.000 bornes de recharge pour les voitures électriques, qui devrait être achevé d'ici la fin 2017.

## Réseaux de chaleur
La chaleur produite par les centrales de cogénération s'élève en 2022 à 70,7 PJ (82 %) et celle produite par les chaufferies à 15,2 PJ (18 %) ; 15,3 PJ sont consommés pour les besoins du système énergétiques et 8,2 PJ sont perdus dans les réseaux de chaleur ; la quantité livrés aux consommateurs finaux représente 62,5 PJ, soit 1,3 % de la consommation finale d'énergie du pays, dont 37 % dans l'industrie, 46 % dans le secteur résidentiel et 16 % dans le secteur tertiaire.
Elle était produite en 2023 à partir de combustibles fossiles pour 75 % (gaz naturel : 72,7 %, charbon : 1,2 %, pétrole : 1,1 %), d'énergies renouvelables pour 24,1 % (biomasse : 12,0 %, déchets : 10,8 %, géothermie : 1,3 %) et d'autres sources pour 0,8 %. La production a progressé de 20 % entre 2005 et 2022.
La production de chaleur de l'Italie s'élève à 81,3 PJ en 2023. En 2020, elle atteignait 229 PJ, soit 1,5 % du total mondial (10e rang mondial). En 2022, elle a reculé à 86 PJ, soit 0,5 % du total mondial, loin derrière l'Allemagne : 428 PJ (3e rang), la France : 183 PJ (11e rang) et la Russie, n°2 mondial : 5 506 PJ (30,9 %, derrière la Chine).

## Politique énergétique
En juillet 2020, le gouvernement de Giuseppe Conte adopte un dispositif fiscal baptisé « superbonus », destiné à faciliter les travaux pour la transition énergétique allant de l'isolation thermique aux panneaux solaires en passant par le remplacement des fenêtres. Ce dispositif prend la forme d'un crédit d'impôt s'étalant sur cinq ans. Il est égal à 110 % du montant de l'investissement et est transférable : certains ménages en difficulté financière ont la possibilité de transférer ce crédit d'impôt aux entreprises de construction qui les revendent à un établissement bancaire, charge à ce dernier de récupérer ensuite l'argent auprès de l'État. Cette mesure s'est avérée très coûteuse : selon l'Agence nationale de l'efficacité énergétique, le montant cumulé des investissements agréés pour la déduction fiscale est d'environ 65,2 milliards €, soit 3,5 % du PIB. Le gouvernement de Giorgia Meloni ramène le crédit d'impôt à 90 % du montant des travaux au lieu de 110 % et le soumet à des conditions de ressources, puis à la mi-février 2023, il met fin à la cessibilité de ces crédits d'impôt.

## Impact environnemental

### Émissions de gaz à effet de serre
En 2023, les émissions de gaz à effet de serre (GHG) liées à l'énergie en Italie s'élevaient à 292 Mt CO2eq, soit 12,3 % des émissions de l'Union européenne, derrière l'Allemagne (545 Mt, soit 23,0 %) et devant la Pologne (282 Mt) et la France 271 Mt. En 2022, elles étaient de 319 Mt, soit 0,8 % des émissions mondiales, loin derrière la Chine (30,8 %), les États-Unis (13,4 %), l'Inde (7,6 %), la Russie (4,7 %), le Japon (2,8 %) et l'Allemagne (1,8 %) ; l'Union européenne totalisait 7,3 %.
|                                                       | 1971  | 1990  | 2023  | var. 2023/1971 | var. 2023/1990 | var.UE27 2023/1990 | part en 2023 |
| Émissions GHG liées à l'énergie                       | 293   | 395   | 292   | -0,3 %         | −26,1 %        | −34,5 %            |              |
| Émissions GHG par combustion de combustibles fossiles | 291,9 | 392,9 | 289,7 | -0,8 %         | -26,3 %        | -34,1 %            | 100 %        |
| dont charbon                                          | 33,0  | 56,8  | 18,9  | −42,7 %        | −66,7 %        | −67,1 %            | 6,5 %        |
| dont pétrole                                          | 234,7 | 247,6 | 145,3 | −38,1 %        | −41,3 %        | −22,1 %            | 50,2 %       |
| dont gaz naturel                                      | 24,1  | 87,3  | 117,4 | +387 %         | +34,5 %        | +15,2 %            | 40,5 %       |
| Source : Agence internationale de l'énergie           |       |       |       |                |                |                    |              |

### Émissions deCO2liées à l'énergie
Les émissions de CO2 de l'Italie liées à l'énergie s'élevaient à 4,82 t par habitant en 2023, supérieures de 26 % à celles de la France : 3,83 t. En 2022, elles étaient de 5,26 tonnes, supérieures de 23 % à la moyenne mondiale : 4,29 t/hab. Comparée aux autres puissances économiques majeures, l'Italie rejette beaucoup moins de CO2 par habitant que les États-Unis : 13,53 t/hab, l'Allemagne : 6,32 t/hab et la Chine : 7,50 t/hab.
|                                             | 1971 | 1990 | 2023 | Var. 2023/1971 | Var. 2023/1990 | Var. UE27 2023/1990 |
| Émissions/habitant (t CO2)                  | 5,35 | 6,87 | 4,82 | −10 %          | −29,8 %        | −39 %               |
| Source : Agence internationale de l'énergie |      |      |      |                |                |                     |

| | Émissions 2022 | part du secteur | Émissions/habitant | Émiss./hab. UE-27 |
| Secteur | Mt CO2         | %               | t CO2/hab.         | t CO2/hab.        |
| Secteur énergie hors élec. | 17,7           | 6 %             | 0,30               | 0,37              |
| Industrie et construction | 73,4           | 24 %            | 1,24               | 1,42              |
| Transport | 106,5          | 34 %            | 1,81               | 1,78              |
| dont transport routier | 99,0           | 32 %            | 1,68               | 1,66              |
| Résidentiel | 60,8           | 20 %            | 1,03               | 1,14              |
| Tertiaire | 42,1           | 14 %            | 0,71               | 0,73              |
| Total | 310,3          | 100 %           | 5,26               | 5,61              |
| Source : Agence internationale de l'énergie * après ré-allocation des émissions de la production d'électricité et de chaleur aux secteurs de consommation. |                |                 |                    |                   |